# Пасторе, Амеде-Давид де
Амеде-Давид де Пасторе (фр. Amédée-David de Pastoret, 2 января 1791, Париж — 18 мая 1857, там же) — французский политический деятель писатель и поэт. Гражданский интендант территорий Российской империи, оккупированной во время нашествия Наполеона.

## Биография
Амеде-Давид, маркиз де Пасторе, родился 2 января 1791 года в Париже во время Французской революции. Его отец Клод Эммануэль маркиз де Пасторе, (1755—1840) известный адвокат, президент Совета пятисот, канцлер Франции в период реставрации (1829—1830), пэр Франции, член Французской академии, Академии надписей и изящной словесности (1784). Кроме юридических дел зон увлекался поэзией и был известен как страстный коллекционер.
После учёбы в лицее Генриха IV, переименованном в лицей Наполеона (lycée Napoléon,) он становится аудитором Государственного совета. Когда в 1809 году император расторг свой союз с царем Александром I и в июне 1812 года начал русскую кампанию, маркиз де Пасторе был назначен интендантом оккупированных российских земель и управлял Белоруссией, а чуть позже немецкими территориями, расположенными за Эльбой. В обязанности маркиза де Пасторе входило управление гражданскими делами в подконтрольных Наполеону территориях, в том числе и тыловое обеспечение французских войск. Вслед за отступающими войсками Наполеона Амедей-Давид вернулся в Париж. 7 апреля 1813 года он был назначен супрефектом Корбея; затем, в январе 1814 года, Шалона-сюр-Сон.
После Реставрации маркиз Пасторе присоединился к правительству Бурбонов и в 1814 году получил должность в Государственном совете.
20 июля 1815 года Амедей-Давид женился на дочери Андре Совёра, графа Александр де Нёфермей Луизе Альфонсине Александр (1795—1876); в браке у них родилась дочь.
В 1826 году он становится государственным советником. Он был избран членом Института Франции, что способствовало его дружбе с художником Энгром, который написал его портрет.
После революции июля 1830 года маркиз де Пасторе отказался присягнуть Луи-Филиппу и поддерживал своего друга — графа де Шамбора и его партию легитимистской партии. После того как граф де Шамбор, стремившийся к трону, в 1830 году был изгнан из Франции, маркиз де Пасторе последовал за ним, получив должность управляющего делами графа.
Во время второй Республики маркиз Пасторе проявил благосклонность к правительству Луи-Наполеона Бонапарта, восстановившему Империю, и тот, в качестве благодарности, 31 декабря 1852 года назначил его сенатором, а в 1853 году он стал Великим командором почетного легиона (Grand officier de la légion d’honneur).
С 1823 года Маркиз Пасторе являлся членом Академии художеств, его литературные сочинения включали стихи и исторические романы, один из которых, под названием «Герцог де Гиз в Неаполе», был напечатан Бальзаком, но подвергся критике в газете «The Globe». Он также оставил после себя исторические исследования.
Маркиз де Пасторе продолжил отцовскую традицию коллекционирования произведений искусства, пополняя коллекцию новыми экспонатами.
Амедей-Давид, маркиз де Пасторе умер в Париже 18 мая 1857, оставив особняк в районе Площади Согласия своей единственной дочери, маркизе дю Плесси-Белльер. Вместе с особняком ей по наследству перешли и содержащиеся в нём ценные коллекции.
Маркиз де Пасторе был похоронен в часовне на кладбище в Морёй. Часовня попала под бомбежку и была разрушена в 1918 году в период Первой мировой войны.

## История портрета Амедей-Давида, маркиза де Пасторе
Знаменитый портрет маркиза де Пасторе работы Энгра, над которым он работал в период с 1823 по 1826 годы, после смерти маркиза перешел по наследству во владение его жены, а после её кончины его дочери. Он был продан после её смерти и в мае 1897 года приобретен галереей Дюран-Рюэля, за 8745 франков. Тот, в свою очередь продал его художнику Эдгару Дега, который, как известно, слыл заядлым коллекционером и поклонником Энгра. После его смерти в 1917 году портрет был приобретен уже за 90000 франков банкиром Давидом Давид-Вайлем, который в свою очередь продал его в галерею Wildenstein. Наконец, в 1971 году картина была куплена Художественным институтом Чикаго.